# Port Gibson, Misisipi
Port Gibson es una ciudad del Condado de Claiborne, Misisipi, Estados Unidos. Según el censo de 2000 tenía una población de 1.840 habitantes y una densidad de población de 403.7 hab/km².

## Demografía
Según el censo de 2000, había 1.840 personas, 692 hogares y 447 familias residiendo en la localidad. La densidad de población era de 403,7 hab./km². Había 787 viviendas con una densidad media de 172,6 viviendas/km². El 19,40% de los habitantes eran blancos, el 80,00% afroamericanos, el 0,05% amerindios, el 0,22% asiáticos, el 0,05% de otras razas y el 0,27% pertenecía a dos o más razas. El 0,71% de la población eran hispanos o latinos de cualquier raza.
Según el censo, de los 692 hogares en el 30,6% había menores de 18 años, el 31,9% pertenecía a parejas casadas, el 27,2% tenía a una mujer como cabeza de familia y el 35,3% no eran familias. El 30,8% de los hogares estaba compuesto por un único individuo y el 13,9% pertenecía a alguien mayor de 65 años viviendo solo. El tamaño promedio de los hogares era de 2,64 personas y el de las familias de 3,33.
La población estaba distribuida en un 29,3% de habitantes menores de 18 años, un 10,5% entre 18 y 24 años, un 24,7% de 25 a 44, un 20,9% de 45 a 64 y un 14,5% de 65 años o mayores. La media de edad era 34 años. Por cada 100 mujeres había 80,2 hombres. Por cada 100 mujeres de 18 años o más, había 76,2 hombres.
Los ingresos medios por hogar en la localidad eran de 24.848 dólares ($) y los ingresos medios por familia eran 28.958 $. Los hombres tenían unos ingresos medios de 28.036 $ frente a los 21.115 $ para las mujeres. La renta per cápita para la ciudad era de 12.928 $. El 31,3% de la población y el 26,0% de las familias estaban por debajo del umbral de pobreza. El 41,9% de los menores de 18 años y el 26,3% de los habitantes de 65 años o más vivían por debajo del umbral de pobreza.

## Geografía
Según la Oficina del Censo de los Estados Unidos, la localidad tiene un área total de 4,6 km², todos ellos correspondientes a tierra firme.

## Residentes famosos
- Constance Cary Harrison